# 쥐트오스트반
쥐트오스트반(독일어: Südostbahn, 약칭 SOB), 또는 스위스 남동부 철도는 스위스 철도 회사이며, 스위스에 1,435mm 표준궤 네트워크를 갖추고 있다.

## 구조
쥐트오스트반은 스위스 공기업(독일어: Aktiengesellschaft 악틴게젤샤프트[*], AG)으로 주정부와 연방정부가 공동소유한 소규모 사설 철도이다. 2001년 말에 이전 SOB는 보덴호-토겐부르크 철도(BT)와 병합되어 쥐트오스트반(SOB)이 되었다.

## 철도망
스위스 쥐트오스트반 AG는 콘스탄스 호수의 로만스호른에서 장크트갈렌, 헤르자우, 데거스하임, 바트빌 및 에브나트 -카펠을 거쳐 스위스 북동부의 네슬라우 – 노이 장크트 요한까지, 그리고 스위스 중부에 있는 라퍼스빌에서 제담, 페피콘 SZ 및 비버브루크를 경유하여 운행한다.
전체적으로 SOB 네트워크는 128.9km를 측정하며 다음 라인으로 구성된다.
- 로만스호른 – 장크트갈렌 장크트피덴 (19.1km)
- 장크트갈렌 – 바트빌 – 네슬라우-노이 장크트 요한(44.5km)
- 라퍼스빌 – 페피콘 SZ (제담)(4km)
- 페피콘 SZ – 아트-골다우 (34.6km, 배덴스빌-아인지델른과 공통인 6.1km 포함)
- 베덴스빌 – 아인지델른 (16.7km)

## 운행편

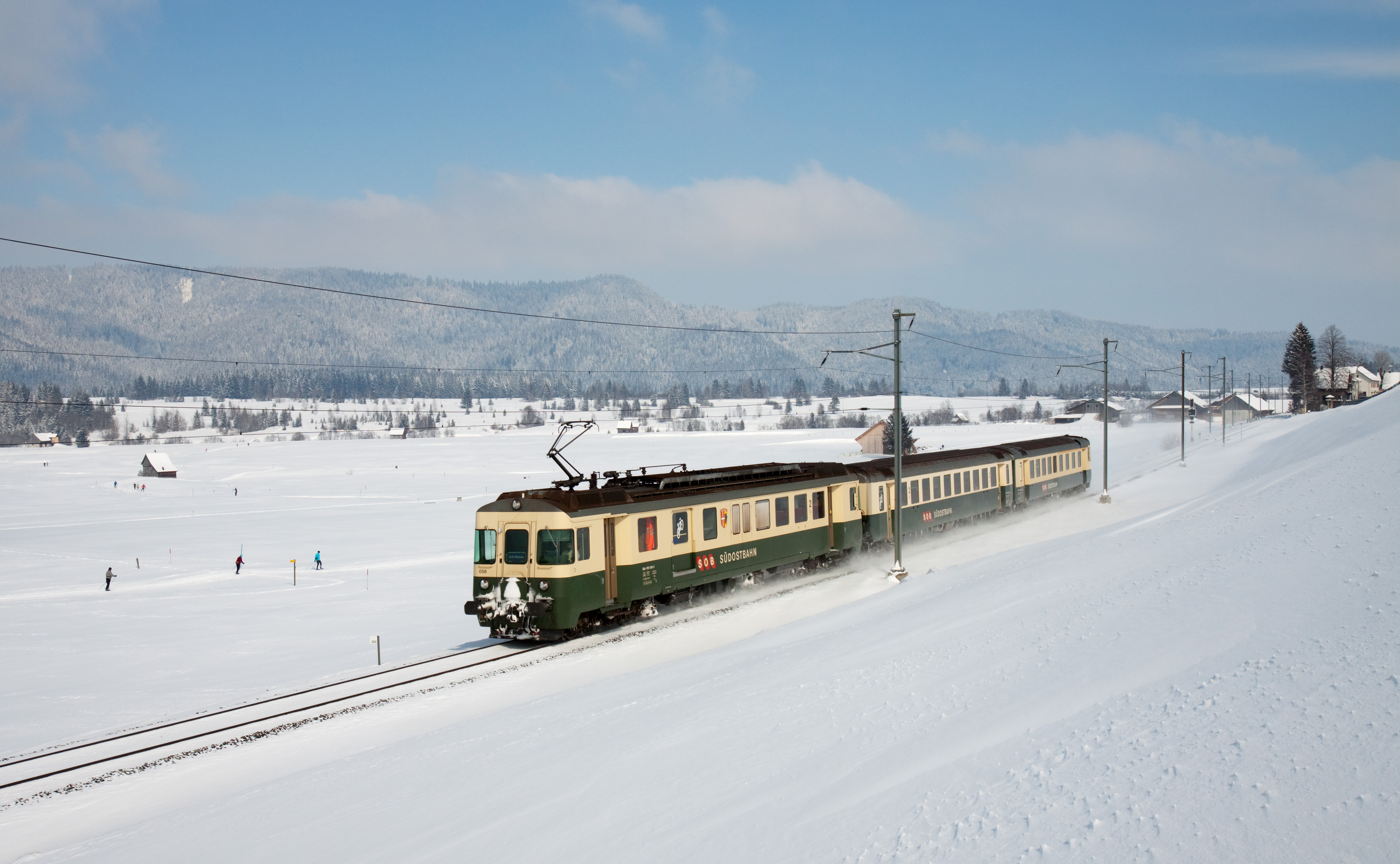
2010년까지 사용되던 옛 차량: BDe 4/4 with a push-pull train, 알트마트와 로텐투름 사이

명명된 기차인 포어알펜 익스프레스(VAE, Pre-Alpine Express)는 쥐트오스트반과 스위스 연방 철도 (SBB)에서 공동으로 운영한다. 루체른에서 아트-골다우, 파피콘 SZ, 라퍼스빌 및 바트빌을 경유하여 장크트갈렌까지 인터레기오 (IR) 급행 열차로 매시간 운행되며 로만스호른까지 지역 열차로 계속 운행된다. SBB 트랙은 루체른과 아트-골다우 사이, 라퍼스빌과 바트빌 사이이다.
또한 SOB는 다음과 같은 S-반 서비스를 운영한다.
- 루체른 S-반 S31 : 아트-골다우 – 비버브루크
- 장크트갈렌 S-반 :
  - S4: 장크트갈렌–자르간스–우츠나흐– 장크트갈렌(순환 루트)
  - S6: 라퍼스빌 –슈반덴
- 취리히 S-반 :
  - S13 : 아인지델른–베덴스빌
  - S40 : 아인지델른– 라퍼스빌
- S27 : 치겔브뤼케–지브넨-방엔(공식적으로 S-반 네트워크의 일부가 아님)

## 인프라
보덴호에서 취리히 호수를 거쳐 루체른 호수로 향하는 직접적인 연결은 스위스에서 가장 높은 철도 교량, 높이 99m, 길이 365m 길이의 시터 비아둑트를 포함한 수많은 토목 공학 구조물을 통해 이루어졌다. 엔지니어링 구조는 총 SOB 철도 네트워크의 8분의 1을 차지한다. 전체 4.2km에 걸친 177개의 다리, 19개의 터널이 8.5km의 산을 통과하며, 취리히, 비버브루크, 아트-골다우 사이의 최대 경사는 50/1000 (5%)이다.

## 차량

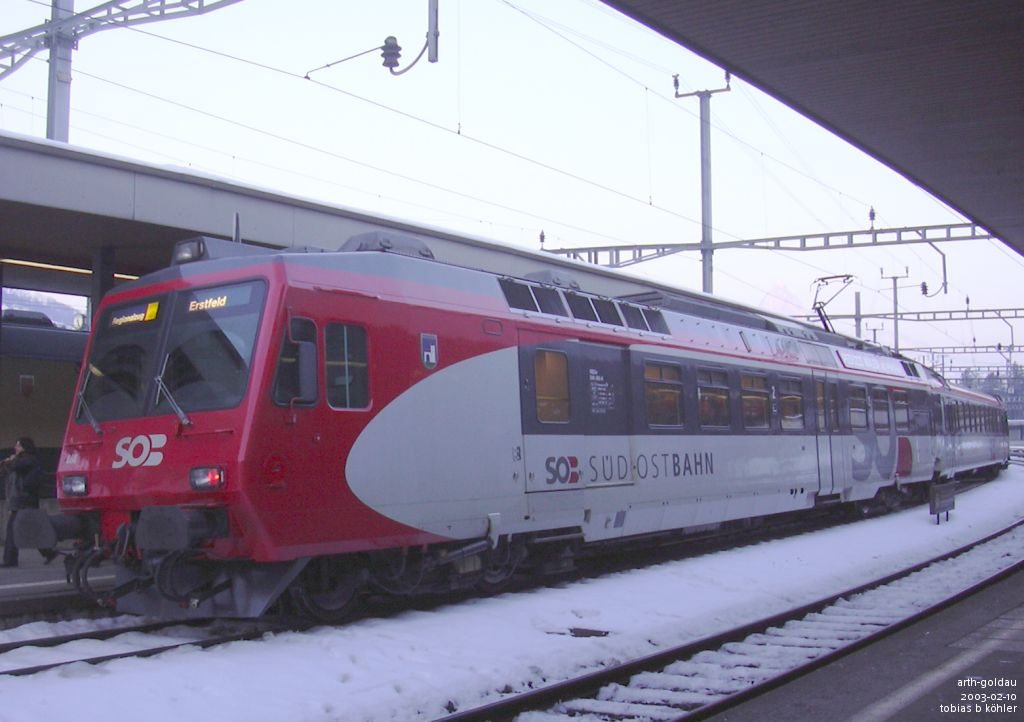
SOB RBDe 566

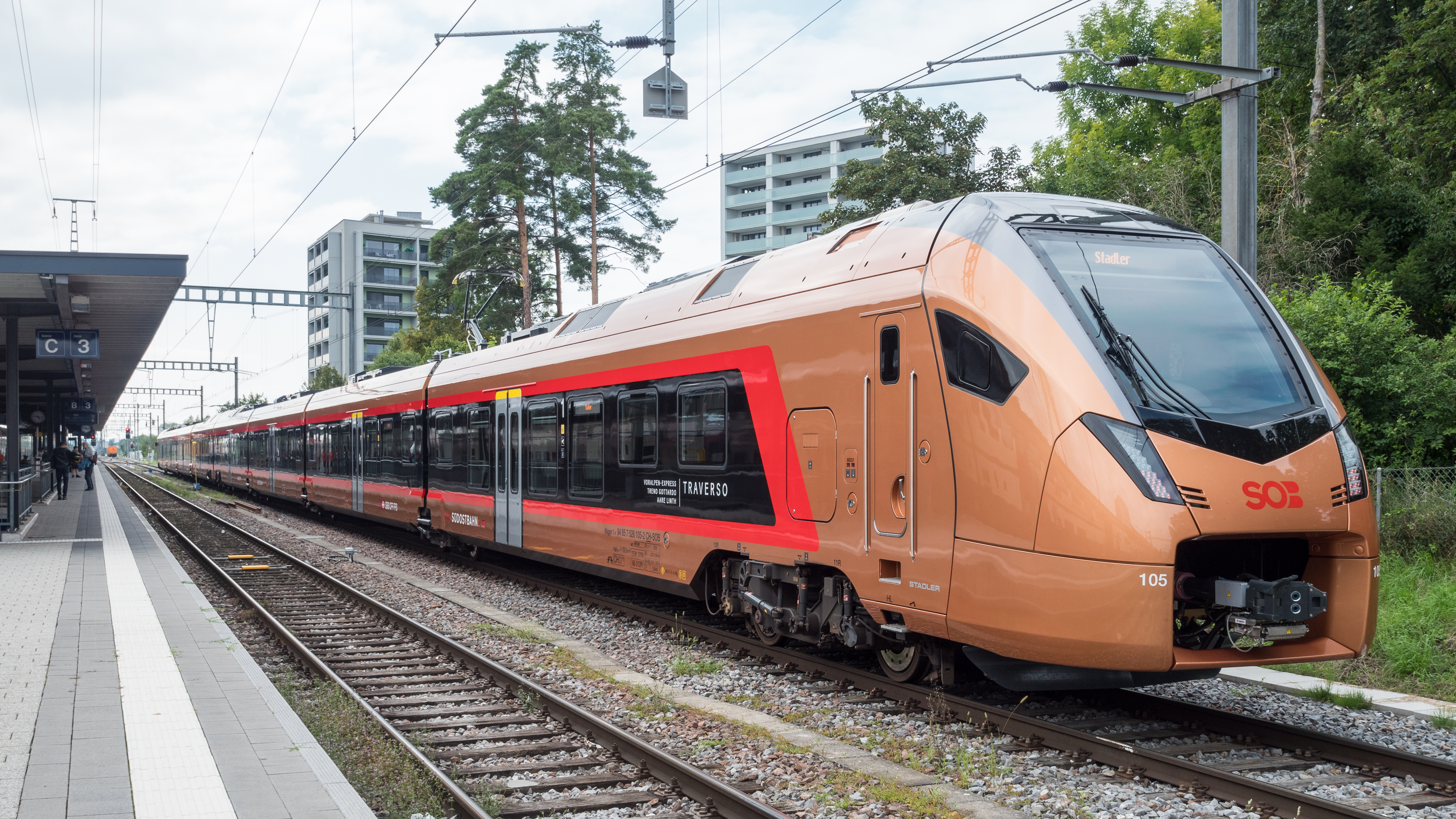
New SOB RABe 526 Traverso

쥐트오스트반 (SOB)은 4개의 2피스 NPZ 세트 (RBDe 566 + ABt)를 주문했으며, 1995년 첫 번째 생산 시리즈에서 RBDe 566 400-403 베어링 번호로 납품되었다. SOB는 이러한 기차 세트에 사용하기 위해 중간 차량을 변환하지 않기로 결정했다. 따라서 SOB DVT는 1급 구획이 추가된다는 점에서 SBB의 DVT와 다르다. 그러나 기관차는 SBB와 동일하다. 그러나 SOB는 이후 몇 대의 중형 차량을 개조했으며 오늘날 이 열차 세트가 함께 운영되고 있다. 원래 SOB와 보덴호-토겐부르크 철도를 새로운 SOB로 통합한 후, 이 4개의 열차 세트는 2003년 SOB의 새로운 상징으로 다시 도색되었다. 현재 SOB 네트워크 전체에서 RBDe 566 077-080으로 작동한다. 쥐트오스트반에는 ABt 함대가 있었다. BDe 4/4용이지만 곧 Stadler FLIRT로 완전히 대체될 것이다. NPZ ABt는 SOB가 소유한 두 가지 유형의 RBDe 566에 대해 존재한다(566 071-076 ex BT 및 566 077-080 ex SBB 유형 SOB). 9개의 BDt는 Re 456, Re 446 또는 SBB-CFF-FFS Re 420과 함께 포어알펜 익스프레스에 사용된다.